# Copa do Mundo FIFA de 2018 – Grupo A

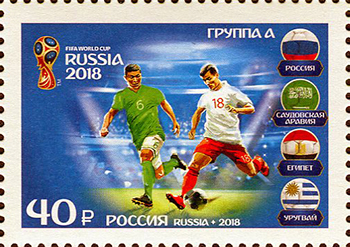
Selo russo de 2018 ilustrando as seleções do Grupo A

O Grupo A da Copa do Mundo FIFA de 2018, a vigésima primeira edição do torneio de futebol organizado pela Federação Internacional de Futebol (FIFA) e que ocorreu na Rússia, reuniu as seleções da Rússia, da Arábia Saudita, do Egito e do Uruguai. Seis das doze cidades-sede do torneio abrigaram os jogos do grupo. A primeira partida ocorreu a 14 de junho entre as seleções da Rússia e da Arábia Saudita, com a seleção russa a ganhar. Os dois mais bem colocados do grupo avançaram as oitavas de final.

## Equipes
| Inscrição            | Equipe         | Confederação | Método de qualificação                  | Data de qualificação  | Aparições em Copas | Última participação | Melhor resultado        | Ranking da FIFA |
| Inscrição            | Equipe         | Confederação | Método de qualificação                  | Data de qualificação  | Aparições em Copas | Última participação | Melhor resultado        | outubro de 2017 |
| -------------------- | -------------- | ------------ | --------------------------------------- | --------------------- | ------------------ | ------------------- | ----------------------- | --------------- |
| A1 (cabeça-de-chave) | Rússia         | UEFA         | País-sede                               | 2 de outubro de 2010  | 11[a]              | 2014                | Quarto lugar (1966)     | 65º             |
| A2                   | Arábia Saudita | AFC          | 2º colocado do grupo B da terceira fase | 5 de setembro de 2017 | 4                  | 2006                | Oitavas de final (1994) | 63º             |
| A3                   | Egito          | CAF          | Vencedor do Grupo E da terceira fase    | 8 de outubro de 2017  | 2                  | 1990                | Oitavas de final (1934) | 30º             |
| A4                   | Uruguai        | CONMEBOL     | 2° colocado na fase única               | 10 de outubro de 2017 | 12                 | 2014                | Campeão (1930, 1950)    | 22º             |

Notas
a. ^  Rússia participou em sete mundiais anteriores como União Soviética (1958–1990).

## Encontros anteriores em Copas do Mundo
- Rússia x Arábia Saudita: Nenhum encontro
- Egito x Uruguai: Nenhum encontro
- Rússia x Egito: Nenhum encontro
- Uruguai x Arábia Saudita: Nenhum encontro
- Uruguai x Rússia:
  - 1962, fase de grupos: União Soviética 2–1 Uruguai
  - 1970, quartas de final: Uruguai 1–0 União Soviética
- Arábia Saudita x Egito: Nenhum encontro

## Classificação
| Legenda                                                         |
| --------------------------------------------------------------- |
| Primeiro e segundo colocados do grupo avançam para a fase final |

| Pos | Equipe         | Pts | J | V | E | D | GP | GC | SG | Classificado      |
| --- | -------------- | --- | - | - | - | - | -- | -- | -- | ----------------- |
| 1   | Uruguai        | 9   | 3 | 3 | 0 | 0 | 5  | 0  | +5 | Fase eliminatória |
| 2   | Rússia (H)     | 6   | 3 | 2 | 0 | 1 | 8  | 4  | +4 | Fase eliminatória |
| 3   | Arábia Saudita | 3   | 3 | 1 | 0 | 2 | 2  | 7  | −5 | Eliminado         |
| 4   | Egito          | 0   | 3 | 0 | 0 | 3 | 2  | 6  | −4 | Eliminado         |

## Partidas

### Rússia vs. Arábia Saudita
Anteriormente, as duas equipes já haviam se enfrentado em uma ocasião, um jogo amistoso realizado em 1993, partida que foi vencida pela seleção saudita por 4–2. Apesar de ser a anfitriã, a seleção russa entrou na competição como a 70ª colocada do Ranking Mundial da FIFA na época original do sorteio, sendo a pior colocada entre as 32 seleções participantes desta edição. Os resultados negativos nos jogos amistosos que antecederam ao mundial geraram críticas e desconfiança por parte da imprensa local e dos seus torcedores, não vencendo desde outubro de 2017. Nas vésperas da estreia, o atacante Artem Dzyuba contestou a pressão sobre a seleção russa e pediu apoio por parte da imprensa: "Estamos nos preparando para a competição, nós queremos ganhar. Este é o evento mais importante das nossas vidas. Precisamos de apoio de todo o país. Nós vamos lutar, nos esforçar e vocês irão nos julgar depois."
A Rússia abriu o placar com Yury Gazinsky que cabeçou no canto direito do gol defendido pelos árabes, o lance do primeiro gol do mundial de 2018, que ocorreu aos 12 minutos, surgiu com um cruzamento preciso de Aleksandr Golovin e o escorregão do defensor saudita. O segundo gol russo foi marcado por Denis Cheryshev, que havia substituído o lesionado Alan Dzagoyev aos 24 minutos. Cheryshev recebeu o passe na área, cortou dois marcadores e finalizou com força na saída do goleiro. No segundo tempo, o atacante Dzyuba entrou na partida substituindo Fyodor Smolov e, poucos minutos depois, marcou o terceiro gol da seleção anfitriã após outro cruzamento de Golovin. A Rússia ampliou com dois gols já nos descontos. Primeiro, Cheryshev acertou um chute de trivela, marcando um golaço. Por fim, Golovin fechou a goleada em uma cobrança de falta.
Com o resultado, a Rússia interrompeu a sequência de sete meses sem vencer, e também serviu como alívio para os jogadores. Responsável por marcar dois gols, Cheryshev foi considerado o melhor jogador da partida e afirmou: "Nem nos meus melhores sonhos havia sonhado com isso."
O jogo acabou entrando para a história por diversos motivos envolvendo jogos de abertura. Pela primeira vez, dois jogadores – Gazinsky e Cheryshev – marcaram seus primeiros gols internacionais em uma partida de abertura. A vitória russa manteve a tradição do país anfitrião nunca ter perdido na abertura durante toda a história da Copa do Mundo (16 vitórias e seis empates). A goleada aplicada pela seleção russa é o segundo maior placar dos anfitriões na história do torneio, atrás apenas do 7–1 que a Itália aplicou sobre os Estados Unidos em 1934. O russo Cheryshev se tornou o primeiro substituto a marcar um gol no jogo de abertura. Neste jogo, Sergey Ignashevich tornou-se o jogador mais velho a atuar em uma partida pela Rússia na Copa do Mundo. Esta foi a primeira ocasião em que disponibilizou-se a tecnologia do árbitro assistente de vídeo, mas que não foi requisitada.
| 14 de junho   | Rússia                                                           | 5 – 0     | Arábia Saudita | Estádio Lujniki, Moscou                    |
| 18:00 (UTC+3) | Gazinsky 12' · Cheryshev 43', 90+1' · Dzyuba 71' · Golovin 90+4' | Relatório |                | Público: 78 011 Árbitro: ARG Néstor Pitana |

| Rússia | Arábia Saudita |

| G                    | 1  | Igor Akinfeev      |     |     |
| LD                   | 2  | Mário Fernandes    |     |     |
| Z                    | 3  | Ilya Kutepov       |     |     |
| Z                    | 4  | Sergey Ignashevich |     |     |
| LE                   | 18 | Yuri Zhirkov       |     |     |
| V                    | 8  | Yury Gazinsky      |     |     |
| V                    | 11 | Roman Zobnin       |     |     |
| M                    | 19 | Aleksandr Samedov  |     | 64' |
| M                    | 9  | Alan Dzagoyev      |     | 24' |
| M                    | 17 | Aleksandr Golovin  | 88' |     |
| A                    | 10 | Fyodor Smolov      |     | 70' |
| Substituições:       |    |                    |     |     |
| M                    | 6  | Denis Cheryshev    |     | 24' |
| M                    | 7  | Daler Kuzyayev     |     | 64' |
| A                    | 22 | Artem Dzyuba       |     | 70' |
| Treinador:           |    |                    |     |     |
| Stanislav Cherchesov |    |                    |     |     |

| G                  | 1  | Abdullah Al-Mayouf  |       |     |
| LD                 | 6  | Mohammed Al-Breik   |       |     |
| Z                  | 3  | Osama Hawsawi       |       |     |
| Z                  | 5  | Omar Hawsawi        |       |     |
| LE                 | 13 | Yasser Al-Shahrani  |       |     |
| V                  | 7  | Salman Al-Faraj     |       |     |
| V                  | 14 | Abdullah Otayf      |       | 64' |
| V                  | 17 | Taisir Al-Jassim    | 90+3' |     |
| M                  | 18 | Salem Al-Dawsari    |       |     |
| M                  | 8  | Yahya Al-Shehri     |       | 72' |
| A                  | 10 | Mohammad Al-Sahlawi |       | 85' |
| Substituições:     |    |                     |       |     |
| V                  | 19 | Fahad Al-Muwallad   |       | 64' |
| M                  | 9  | Hattan Bahebri      |       | 72' |
| A                  | 20 | Muhannad Assiri     |       | 85' |
| Treinador:         |    |                     |       |     |
| Juan Antonio Pizzi |    |                     |       |     |

| Homem do Jogo: Denis Cheryshev Bandeirinhas: Juan Pablo Belatti Hernan Maidana Quarto árbitro: Sandro Meira Ricci Quinto árbitro: Emerson de Carvalho Árbitro assistente de vídeo: Massimiliano Irrati Árbitros assistentes de árbitro de vídeo: Mauro Vigliano Carlos Astroza Daniele Orsato |

### Egito vs. Uruguai
Egito e Uruguai se enfrentaram apenas uma vez na história, uma partida amistosa realizada na cidade de Alexandria, que foi vencida pelos uruguaios por 2–0. Antes da estreia, o meio-campista Giorgian De Arrascaeta do Uruguai ponderou que a seleção celeste não poderia ser considerada uma das favoritas ao título mundial. Por sua vez, o defensor Diego Godín disse: "Todos sonhamos, não é uma utopia. Aqui nós acreditamos, sonhamos da mesma maneira com a mesma força que sonham os três milhões de uruguaios, mas com os pés no chão, sabendo o quanto é difícil." A expectativa do confronto concentrou-se em Mohamed Salah e Luis Suárez: o egípcio vinha de ótimas atuações que o fez ser considerado um melhores jogadores da temporada, mas que havia se lecionado na decisão da Liga dos Campeões da UEFA; e por outro lado, o atacante uruguaio foi suspenso por nove jogos por conta de uma mordida em Giorgio Chiellini, defensor da Itália em uma partida realizada na edição anterior, em 2014.
| 15 de junho   | Egito | 0 – 1     | Uruguai     | Estádio Central, Ecaterimburgo             |
| 17:00 (UTC+5) |       | Relatório | Giménez 89' | Público: 27 015 Árbitro: NED Björn Kuipers |

| Egito | Uruguai |

| G              | 23 | Mohamed El-Shenawy  |       |     |
| LD             | 7  | Ahmed Fathy         |       |     |
| Z              | 2  | Ali Gabr            |       |     |
| Z              | 6  | Ahmed Hegazy        | 90+6' |     |
| LE             | 13 | Mohamed Abdel-Shafy |       |     |
| V              | 8  | Tarek Hamed         |       | 50' |
| V              | 17 | Mohamed Elneny      |       |     |
| M              | 22 | Amr Warda           |       | 82' |
| M              | 19 | Abdallah Said       |       |     |
| M              | 21 | Trezéguet           |       |     |
| A              | 9  | Marwan Mohsen       |       | 63' |
| Substituições: |    |                     |       |     |
| V              | 5  | Sam Morsy           | 90+4' | 50' |
| A              | 11 | Mahmoud Kahraba     |       | 63' |
| M              | 14 | Ramadan Sobhi       |       | 82' |
| Treinador:     |    |                     |       |     |
| Héctor Cúper   |    |                     |       |     |

| G              | 1  | Fernando Muslera       |  |     |
| LD             | 4  | Guillermo Varela       |  |     |
| Z              | 2  | José Giménez           |  |     |
| Z              | 3  | Diego Godín            |  |     |
| LE             | 22 | Martín Cáceres         |  |     |
| M              | 8  | Nahitan Nández         |  | 58' |
| M              | 15 | Matías Vecino          |  | 87' |
| M              | 6  | Rodrigo Bentancur      |  |     |
| M              | 10 | Giorgian De Arrascaeta |  | 59' |
| A              | 9  | Luis Suárez            |  |     |
| A              | 21 | Edinson Cavani         |  |     |
| Substituições: |    |                        |  |     |
| M              | 5  | Carlos Sánchez         |  | 58' |
| M              | 7  | Cristian Rodríguez     |  | 59' |
| M              | 14 | Lucas Torreira         |  | 87' |
| Treinador:     |    |                        |  |     |
| Óscar Tabárez  |    |                        |  |     |

| Homem do Jogo: Mohamed El-Shenawy Bandeirinhas: Sander van Roekel Erwin Zeinstra Quarto árbitro: Milorad Mažić Quinto árbitro: Milovan Ristic Árbitro assistente de vídeo: Danny Makkelie Árbitros assistentes de árbitro de vídeo: Paweł Gil Cyril Gringore Clément Turpin |

### Rússia vs. Egito
| 19 de junho   | Rússia                                        | 3 – 1     | Egito           | Estádio Krestovsky, São Petersburgo          |
| 21:00 (UTC+3) | Fathy 47' (g.c.) · Cheryshev 59' · Dzyuba 62' | Relatório | Salah 73' (pen) | Público: 64 468 Árbitro: PAR Enrique Cáceres |

| Rússia | Egito |

| G                    | 1  | Igor Akinfeev      |     |     |
| LD                   | 2  | Mário Fernandes    |     |     |
| Z                    | 3  | Ilya Kutepov       |     |     |
| Z                    | 4  | Sergey Ignashevich |     |     |
| LE                   | 18 | Yuri Zhirkov       |     | 86' |
| V                    | 11 | Roman Zobnin       |     |     |
| V                    | 8  | Yury Gazinsky      |     |     |
| M                    | 19 | Aleksandr Samedov  |     |     |
| M                    | 17 | Aleksandr Golovin  |     |     |
| M                    | 6  | Denis Cheryshev    |     | 74' |
| A                    | 22 | Artem Dzyuba       |     | 79' |
| Substituições:       |    |                    |     |     |
| M                    | 7  | Daler Kuzyayev     |     | 74' |
| A                    | 10 | Fyodor Smolov      | 84' | 79' |
| LE                   | 13 | Fyodor Kudryashov  |     | 86' |
| Treinador:           |    |                    |     |     |
| Stanislav Cherchesov |    |                    |     |     |

| G              | 23 | Mohamed El-Shenawy  |     |     |
| LD             | 7  | Ahmed Fathy         |     |     |
| Z              | 2  | Ali Gabr            |     |     |
| Z              | 6  | Ahmed Hegazy        |     |     |
| LE             | 13 | Mohamed Abdel-Shafy |     |     |
| V              | 8  | Tarek Hamed         |     |     |
| V              | 17 | Mohamed Elneny      |     | 64' |
| M              | 10 | Mohamed Salah       |     |     |
| M              | 19 | Abdallah Said       |     |     |
| M              | 21 | Trézéguet           | 57' | 68' |
| A              | 9  | Marwan Mohsen       |     | 82' |
| Substituições: |    |                     |     |     |
| A              | 22 | Amr Warda           |     | 64' |
| A              | 14 | Ramadan Sobhi       |     | 68' |
| A              | 11 | Kahraba             |     | 82' |
| Treinador:     |    |                     |     |     |
| Héctor Cúper   |    |                     |     |     |

| Homem do Jogo: Denis Cheryshev Bandeirinhas: Eduardo Cardozo Juan Zorrilla Quarto árbitro: Cüneyt Çakır Quinto árbitro: Bahattin Duran Árbitro assistente de vídeo: Massimiliano Irrati Árbitros assistentes de árbitro de vídeo: Mauro Vigliano Carlos Astroza Szymon Marciniak |

### Uruguai vs. Arábia Saudita
| 20 de junho   | Uruguai    | 1 – 0     | Arábia Saudita | Arena Rostov, Rostóvia do Dom               |
| 18:00 (UTC+3) | Suárez 23' | Relatório |                | Público: 42 678 Árbitro: FRA Clément Turpin |

| Uruguai | Arábia Saudita |

| G              | 1  | Fernando Muslera   |  |     |
| LD             | 4  | Guillermo Varela   |  |     |
| Z              | 2  | José Giménez       |  |     |
| Z              | 3  | Diego Godín        |  |     |
| LE             | 22 | Martín Cáceres     |  |     |
| M              | 5  | Carlos Sánchez     |  | 82' |
| M              | 15 | Matías Vecino      |  | 59' |
| M              | 6  | Rodrigo Bentancur  |  |     |
| M              | 7  | Cristian Rodríguez |  | 59' |
| A              | 9  | Luis Suárez        |  |     |
| A              | 21 | Edinson Cavani     |  |     |
| Substituições: |    |                    |  |     |
| M              | 17 | Diego Laxalt       |  | 59' |
| M              | 14 | Lucas Torreira     |  | 59' |
| M              | 8  | Nahitan Nández     |  | 82' |
| Treinador:     |    |                    |  |     |
| Óscar Tabárez  |    |                    |  |     |

| G                  | 22 | Mohammed Al-Owais   |  |     |
| LD                 | 6  | Mohammed Al-Breik   |  |     |
| Z                  | 3  | Osama Hawsawi       |  |     |
| Z                  | 4  | Ali Al-Bulaihi      |  |     |
| LE                 | 13 | Yasser Al-Shahrani  |  |     |
| V                  | 14 | Abdullah Otayf      |  |     |
| M                  | 7  | Salman Al-Faraj     |  |     |
| M                  | 17 | Taisir Al-Jassim    |  | 44' |
| M                  | 9  | Hattan Bahebri      |  | 75' |
| M                  | 18 | Salem Al-Dawsari    |  |     |
| A                  | 19 | Fahad Al-Muwallad   |  | 78' |
| Substituições:     |    |                     |  |     |
| M                  | 16 | Housain Al-Mogahwi  |  | 44' |
| M                  | 12 | Mohamed Kanno       |  | 75' |
| M                  | 10 | Mohammad Al-Sahlawi |  | 78' |
| Treinador:         |    |                     |  |     |
| Juan Antonio Pizzi |    |                     |  |     |

| Homem do Jogo: Luis Suárez Bandeirinhas: Nicolas Danos Cyril Gringore Quarto árbitro: John Pitti Quinto árbitro: Gabriel Victoria Árbitro assistente de vídeo: Szymon Marciniak Árbitros assistentes de árbitro de vídeo: Paweł Gil Pawel Sokolnicki Daniele Orsato |

### Uruguai vs. Rússia
| 25 de junho   | Uruguai                                        | 3 – 0     | Rússia | Estádio de Samara, Samara                    |
| 18:00 (UTC+4) | Suárez 10' · Cheryshev 23' (g.c.) · Cavani 90' | Relatório |        | Público: 41 970 Árbitro: SEN Malang Diedhiou |

| Uruguai | Rússia |

| G              | 1  | Fernando Muslera       |     |       |
| Z              | 19 | Sebastián Coates       |     |       |
| Z              | 3  | Diego Godín            |     |       |
| Z              | 22 | Martín Cáceres         |     |       |
| V              | 14 | Lucas Torreira         |     |       |
| M              | 15 | Matías Vecino          |     |       |
| M              | 6  | Rodrigo Bentancur      | 59' | 63'   |
| M              | 8  | Nahitan Nández         |     | 73'   |
| M              | 17 | Diego Laxalt           |     |       |
| A              | 9  | Luis Suárez            |     |       |
| A              | 21 | Edinson Cavani         |     | 90+3' |
| Substituições: |    |                        |     |       |
| M              | 10 | Giorgian De Arrascaeta |     | 63'   |
| M              | 7  | Cristian Rodríguez     |     | 73'   |
| A              | 18 | Maxi Gómez             |     | 90+3' |
| Treinador:     |    |                        |     |       |
| Óscar Tabárez  |    |                        |     |       |

| G                    | 1  | Igor Akinfeev      |          |     |
| LD                   | 23 | Igor Smolnikov     | 27', 36' |     |
| Z                    | 3  | Ilya Kutepov       |          |     |
| Z                    | 4  | Sergey Ignashevich |          |     |
| LE                   | 13 | Fyodor Kudryashov  |          |     |
| V                    | 11 | Roman Zobnin       |          |     |
| V                    | 8  | Yury Gazinsky      | 9'       | 46' |
| M                    | 19 | Aleksandr Samedov  |          |     |
| M                    | 15 | Aleksei Miranchuk  |          | 60' |
| M                    | 6  | Denis Cheryshev    |          | 38' |
| A                    | 22 | Artem Dzyuba       |          |     |
| Substituições:       |    |                    |          |     |
| Z                    | 2  | Mário Fernandes    |          | 38' |
| M                    | 7  | Daler Kuzyayev     |          | 46' |
| M                    | 10 | Fyodor Smolov      |          | 60' |
| Treinador:           |    |                    |          |     |
| Stanislav Cherchesov |    |                    |          |     |

| Homem do Jogo: Luis Suárez Bandeirinhas: Djibril Camara El Hadji Samba Quarto árbitro: Bamlak Tessema Weyesa Quinto árbitro: Hasan Al Mahri Árbitro assistente de vídeo: Clément Turpin Árbitros assistentes de árbitro de vídeo: Paweł Gil Cyril Gringore Daniele Orsato |

### Arábia Saudita vs. Egito
| 25 de junho   | Arábia Saudita                          | 2 – 1     | Egito     | Estádio Central, Volgogrado                |
| 17:00 (UTC+3) | Al-Faraj 45+6' (pen) · Al-Dawsari 90+5' | Relatório | Salah 22' | Público: 36 823 Árbitro: COL Wilmar Roldán |

| Arabia Saudita | Egito |

| G                  | 21 | Yasser Al Mosailem |  |     |
| LD                 | 6  | Mohammed Al-Breik  |  |     |
| Z                  | 3  | Osama Hawsawi      |  |     |
| Z                  | 23 | Motaz Hawsawi      |  |     |
| LE                 | 13 | Yasser Al-Shahrani |  |     |
| V                  | 14 | Abdullah Otayf     |  |     |
| M                  | 7  | Salman Al-Faraj    |  |     |
| M                  | 16 | Housain Al-Mogahwi |  |     |
| M                  | 9  | Hattan Bahebri     |  | 65' |
| M                  | 18 | Salem Al-Dawsari   |  |     |
| A                  | 19 | Fahad Al-Muwallad  |  | 79' |
| Substituições:     |    |                    |  |     |
| M                  | 20 | Muhannad Assiri    |  | 65' |
| MF                 | 8  | Yahya Al-Shehri    |  | 79' |
| Treinador:         |    |                    |  |     |
| Juan Antonio Pizzi |    |                    |  |     |

| G              | 1  | Essam El-Hadary     |       |       |
| LD             | 7  | Ahmed Fathy         | 86'   |       |
| Z              | 2  | Ali Gabr            | 45+5' |       |
| Z              | 6  | Ahmed Hegazy        |       |       |
| LE             | 13 | Mohamed Abdel-Shafy |       |       |
| M              | 17 | Mohamed Elneny      |       |       |
| M              | 8  | Tarek Hamed         |       |       |
| M              | 19 | Abdallah Said       |       | 45+7' |
| PE             | 10 | Mohamed Salah       |       |       |
| PD             | 21 | Trézéguet           |       | 81'   |
| A              | 9  | Marwan Mohsen       |       | 64'   |
| Substituições: |    |                     |       |       |
| M              | 22 | Amr Warda           |       | 45+7' |
| M              | 14 | Ramadan Sobhi       |       | 64'   |
| M              | 11 | Kahraba             |       | 81'   |
| Treinador:     |    |                     |       |       |
| Héctor Cúper   |    |                     |       |       |

| Homem do Jogo: Mohamed Salah Bandeirinhas: Alexander Guzmán Cristian de la Cruz Quarto árbitro: Ricardo Montero Quinto árbitro: Hiroshi Yamauchi Árbitro assistente de vídeo: Artur Soares Dias Árbitros assistentes de árbitro de vídeo: Tiago Martins Carlos Astroza Wilton Sampaio |

## Disciplina
Os pontos por fair play teriam sido usados como critério de desempate se duas equipes tivessem empatadas em todos os demais critérios de desempate. Estes foram calculados com base nos cartões amarelos e vermelhos recebidos em todas as partidas do grupo da seguinte forma:
- primeiro cartão amarelo: menos 1 ponto;
- cartão vermelho indireto (segundo cartão amarelo): menos 3 pontos;
- cartão vermelho direto: menos 4 pontos;
- cartão amarelo e cartão vermelho direto: menos 5 pontos;

Apenas uma das deduções acima seria aplicada a um jogador em uma única partida.
| Seleção        | Jogo 1                        | Jogo 1                            | Jogo 1  | Jogo 1               | Jogo 2                        | Jogo 2                            | Jogo 2  | Jogo 2               | Jogo 3                        | Jogo 3                            | Jogo 3  | Jogo 3               | Pontos |
| Seleção        | Penalizado com cartão amarelo | Penalizado · Penalizado · Expulso | Expulso | Penalizado · Expulso | Penalizado com cartão amarelo | Penalizado · Penalizado · Expulso | Expulso | Penalizado · Expulso | Penalizado com cartão amarelo | Penalizado · Penalizado · Expulso | Expulso | Penalizado · Expulso | Pontos |
| -------------- | ----------------------------- | --------------------------------- | ------- | -------------------- | ----------------------------- | --------------------------------- | ------- | -------------------- | ----------------------------- | --------------------------------- | ------- | -------------------- | ------ |
| Arábia Saudita | 1                             |                                   |         |                      |                               |                                   |         |                      |                               |                                   |         |                      | −1     |
| Uruguai        |                               |                                   |         |                      |                               |                                   |         |                      | 1                             |                                   |         |                      | −1     |
| Egito          | 2                             |                                   |         |                      | 1                             |                                   |         |                      | 2                             |                                   |         |                      | −5     |
| Rússia         | 1                             |                                   |         |                      | 1                             |                                   |         |                      | 1                             | 1                                 |         |                      | −6     |